# Andrea Renzi (cestista)
Andrea Renzi (Genova, 18 agosto 1989) è un cestista italiano.

## Carriera
Ha iniziato a giocare a basket da bambino a San Salvatore di Cogorno, dove ha mosso i primi passi nella squadra di minibasket del Villaggio di San Salvatore (Ge).
Nel 2003, a 14 anni, Andrea Renzi è entrato in forza alla squadra Don Bosco Basket Livorno. In maglia livornese vive 3 stagioni esaltanti e di grande crescita individuale, culminate con la finale scudetto Under 18, a Pescara nella stagione 2005/06, persa però contro la Mens Sana Siena (la rivista Superbasket lo elegge comunque MVP di quelle finali nazionali giovanili).
Nel 2006, arriva alla Benetton Treviso dove si inserisce con efficacia nel settore giovanile, vincendo lo scudetto Under 18 nel 2007 e venendo eletto MVP della manifestazione.
In seguito ha debuttato in prima squadra - in serie A1 - il 19 novembre 2006 contro Udine (vittoria per 75-63).
La stagione successiva gioca 11 gare, scende in campo 10,2 minuti con 3 punti e 3 rimbalzi di media a partita.
Nel campionato 2008-09 le sue presenze in campionato diventano 35, con 12,7 minuti giocati e 4,7 punti di media. Renzi ne segna 14 nella gara di semifinale-scudetto contro Siena e in coppa viaggia ad una media di 5 punti segnati e 2,2 rimbalzi.
Nella stessa stagione Andrea Renzi – che aveva già vestito le maglie dell'Under 16 e dell'Under 18 – il 12 giugno fa il suo esordio con la Nazionale maggiore contro l'Albania, realizzando 10 punti. In seguito realizza 21 punti contro la Croazia, a Casale Monferrato, in una gara di preparazione ai Giochi del Mediterraneo del 2009.
Nell'ottobre del 2009 in uno scontro di gioco nel corso di un match a Cantù, il ventenne pivot della Benetton ha subito una grave infortunio al ginocchio destro con lesione del legamento crociato anteriore. Operato il 3 novembre 2009 dal dott. Alberto Agueci a Conegliano, l'atleta ha poi dovuto seguire un lungo periodo di attività di rieducazione che lo ha bloccato per il resto della stagione. Pienamente recuperato, si è guadagnato la convocazione del coach della Nazionale Simone Pianigiani per l'amichevole giocata dall'Italia il 9 luglio 2010 contro l'Ungheria.
Intanto, nel corso di tutto il 2010, il nome di Andrea Renzi è stato il più gettonato del mercato, richiesto da molti club di A1, finché il 5 agosto 2010 è una squadra della serie A2 ad annunciare l'arrivo di Andrea Renzi tra le sue file: è la neopromossa Tezenis Verona.
Nell'agosto 2011 è stato convocato dalla Nazionale per disputare gli Europei in Lituania.
Dopo due anni nella formazione scaligera si trasferisce a Biella, in Lega A, dove termina il campionato con 17 presenze, quasi 12 minuti a gara, 3,6 punti e 2,3 rimbalzi a gara. Nell'estate del 2013 si lega alla Pallacanestro Trapani, società di LegaDue. Alla fine della prima stagione in granata, conquista quindi l'Oscar GIBA quale MVP italiano del campionato DNA Gold 2013/14. Il 4 Dicembre 2016, in occasione della gara casalinga contro la Pallacanestro Biella, ha raggiunto il traguardo delle 100 presenze in maglia granata. Contestualmente, il Presidente Pietro Basciano, annunciava il prolungamento del contratto di Renzi per altre 5 stagioni. Dalla stagione 2016/2017, diventa il nuovo capitano della squadra siciliana.. Il 20 aprile 2019, durante l'ultima partita di stagione regolare contro l'Orlandina, raggiunge e supera quota 3 000 punti con la casacca della Pallacanestro Trapani.
Il 23 maggio 2021, in occasione della partita della fase a orologio di serie A2 girone azzurro contro la Giorgio Tesi Group Pistoia, raggiunge il traguardo delle 250 presenze con la maglia granata della Pallacanestro Trapani, piazzandosi al quinto posto della classifica dei giocatori con più presenze di tutti i tempi della squadra trapanese. Nell'estate 2021 lascia dopo otto anni la società granata, per firmare il 5 luglio successivo con la Pallacanestro Orzinuovi con cui firma un contratto biennale.. Successivamente si trasferisce a Reggio Calabria in serie B per poi tornare alla Pallacanestro Trapani nel gennaio del 2023. Nel corso della stagione diventa il primo, nella storia della pallacanestro trapanese, a raggiungere e superare il traguardo dei 4000 punti realizzati in maglia granata.
Con il nuovo corso targato Trapani Shark della stagione 2023/24 e la nuova gestione presieduta dall'imprenditore romano Valerio Antonini, Renzi resta a Trapani per quella che diventa la sua decima stagione in maglia granata e centra la promozione in Serie A. E in occasione della trasferta a Chiusi taglia il prestigioso traguardo delle 300 presenze.
Proprio alla San Giobbe Chiusi continua la sua carriera per la stagione sportiva 2024/25,conquistando l'accesso ai Play-in e registrando, in stagione regolare, una media di 16,4 punti a partita. Per la stagione 2025/26 si trasferisce al Ferrara Basket 2018.

## Statistiche

### Cronologia presenze e punti in nazionale
| Cronologia completa delle presenze e dei punti in Nazionale - Italia | Cronologia completa delle presenze e dei punti in Nazionale - Italia | Cronologia completa delle presenze e dei punti in Nazionale - Italia | Cronologia completa delle presenze e dei punti in Nazionale - Italia | Cronologia completa delle presenze e dei punti in Nazionale - Italia | Cronologia completa delle presenze e dei punti in Nazionale - Italia | Cronologia completa delle presenze e dei punti in Nazionale - Italia | Cronologia completa delle presenze e dei punti in Nazionale - Italia |
| Data                                                                 | Città                                                                | In casa                                                              | Risultato                                                            | Ospiti                                                               | Competizione                                                         | Punti                                                                | Note                                                                 |
| -------------------------------------------------------------------- | -------------------------------------------------------------------- | -------------------------------------------------------------------- | -------------------------------------------------------------------- | -------------------------------------------------------------------- | -------------------------------------------------------------------- | -------------------------------------------------------------------- | -------------------------------------------------------------------- |
| 09/07/2010                                                           | Bormio                                                               | Italia                                                               | 88 - 46                                                              | Ungheria                                                             |                                                                      | 0                                                                    | [ 7 ]                                                                |
| Totale                                                               |                                                                      | Presenze                                                             | 1                                                                    |                                                                      | Punti                                                                | 0                                                                    |                                                                      |

## Palmarès

### Competizioni nazionali
- Campione d'Italia Dilettanti: 1

Trapani Shark: 2023-24
- Campionato italiano di Serie A2: 1

Trapani Shark  : 2023-24
- Supercoppa LNP: 1

Trapani Shark: 2023